# Shakhan
Shakhan är en ort i Kazakstan.   Den ligger i oblystet Qaraghandy, i den centrala delen av landet, 170 km sydost om huvudstaden Astana. Shakhan ligger 478 meter över havet och antalet invånare är 13 273.
Terrängen runt Shakhan är platt. Runt Shakhan är det mycket glesbefolkat, med 6 invånare per kvadratkilometer. Närmaste större samhälle är Saran, 13,5 km öster om Shakhan. Trakten runt Shakhan består i huvudsak av gräsmarker.